# Licuala pitta
Licuala pitta är en enhjärtbladig växtart som beskrevs av Anders Sánchez Barfod och Pongsatt. Licuala pitta ingår i släktet Licuala och familjen Arecaceae.
Artens utbredningsområde är Thailand. Inga underarter finns listade i Catalogue of Life.